# Алтайский государственный технический университет
Алтайский государственный технический университет им. И.И. Ползунова — крупнейшее техническое высшее учебное заведение в Алтайском крае, центр образования, науки и культуры Алтайского края. Входит в сотню лучших вузов страны.

## История

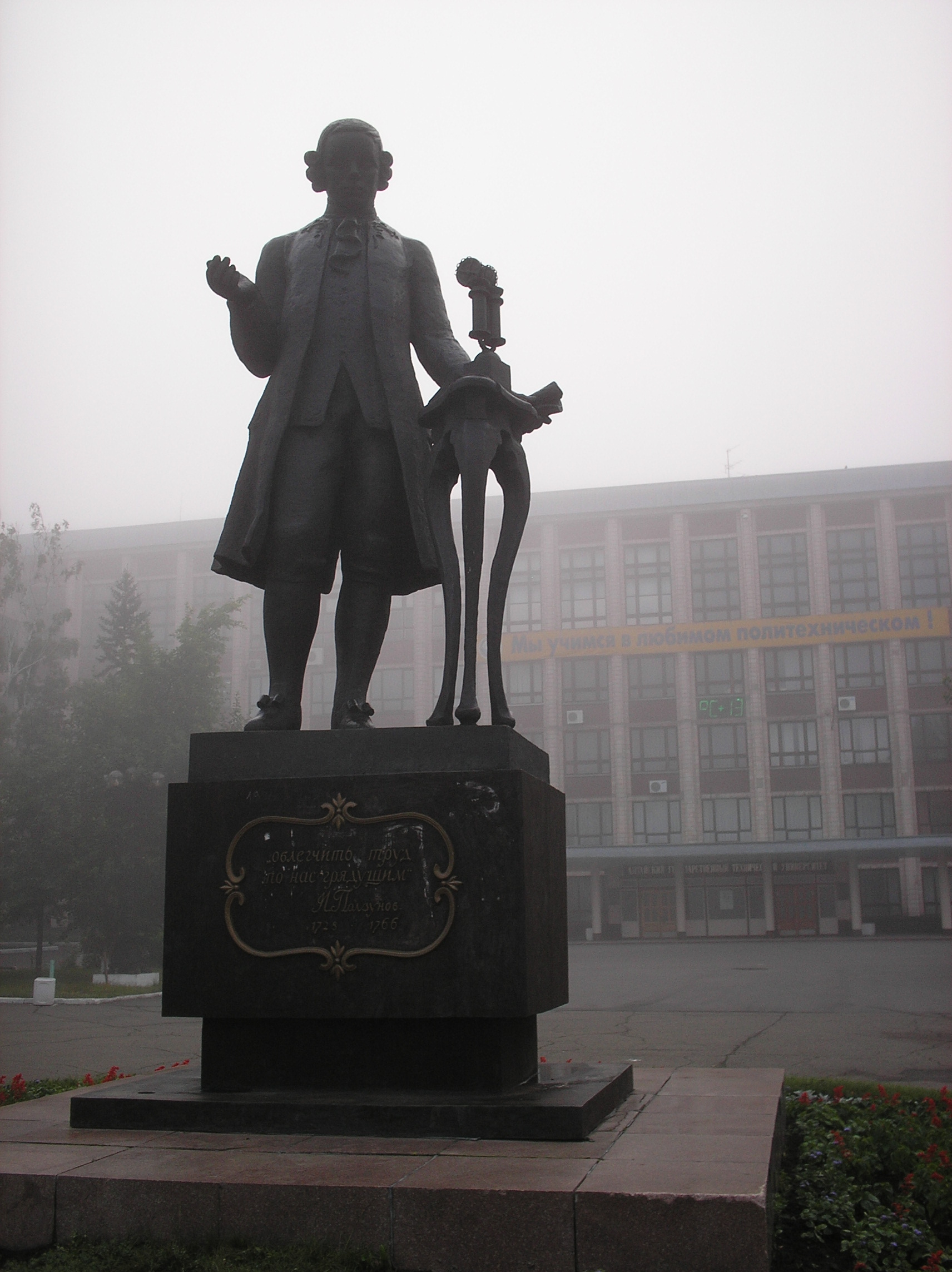
Памятник И. И. Ползунову

Будущий университет был образован на базе Запорожского машиностроительного института, эвакуированного в Барнаул в конце 1941 года. Уже 23 января 1942 года на базе ЗМИ был образован Барнаульский машиностроительный институт (БМИ). Учебные занятия в БМИ начались 23 февраля 1942 года, а дата выпуска первых 13 инженеров — май 1943 года. Первым директором технического вуза на Алтае стал Л. Г. Исаков, который оставался на этом посту до 1952 года.
С декабря 1943 года вуз стал называться Алтайский машиностроительный институт. В 1944 году у института появилось собственное студенческое общежитие, а также дом для преподавателей и помещения для лабораторий, кабинетов, библиотеки.
Первый послевоенный год отмечен в истории вуза образованием филиала вечернего факультета в г. Рубцовске, организатором и первым руководителем которого был профессор Т. А. Животовский.
В 1945—1946 годах у вуза было всего два факультета: автотракторный и механико-технологический, на которых обучалось 447 студентов; на 12 кафедрах работали 47 штатных преподавателей. Значительное внимание уделялось методической работе: проводились открытые лекции, методические семинары, конференции преподавателей, выпускались учебные пособия для студентов, разрабатывались частные методики преподавания, студенты активно участвовали во внеаудиторной работе. Преподаватели и студенты сами конструировали необходимые для учёбы приборы. Руководство института организовывало связи с предприятиями города и края; на базе вуза проводились научно-технические сессии и конференции.
В августе 1947 года институт был преобразован в Алтайский институт сельскохозяйственного машиностроения (АИСХМ).

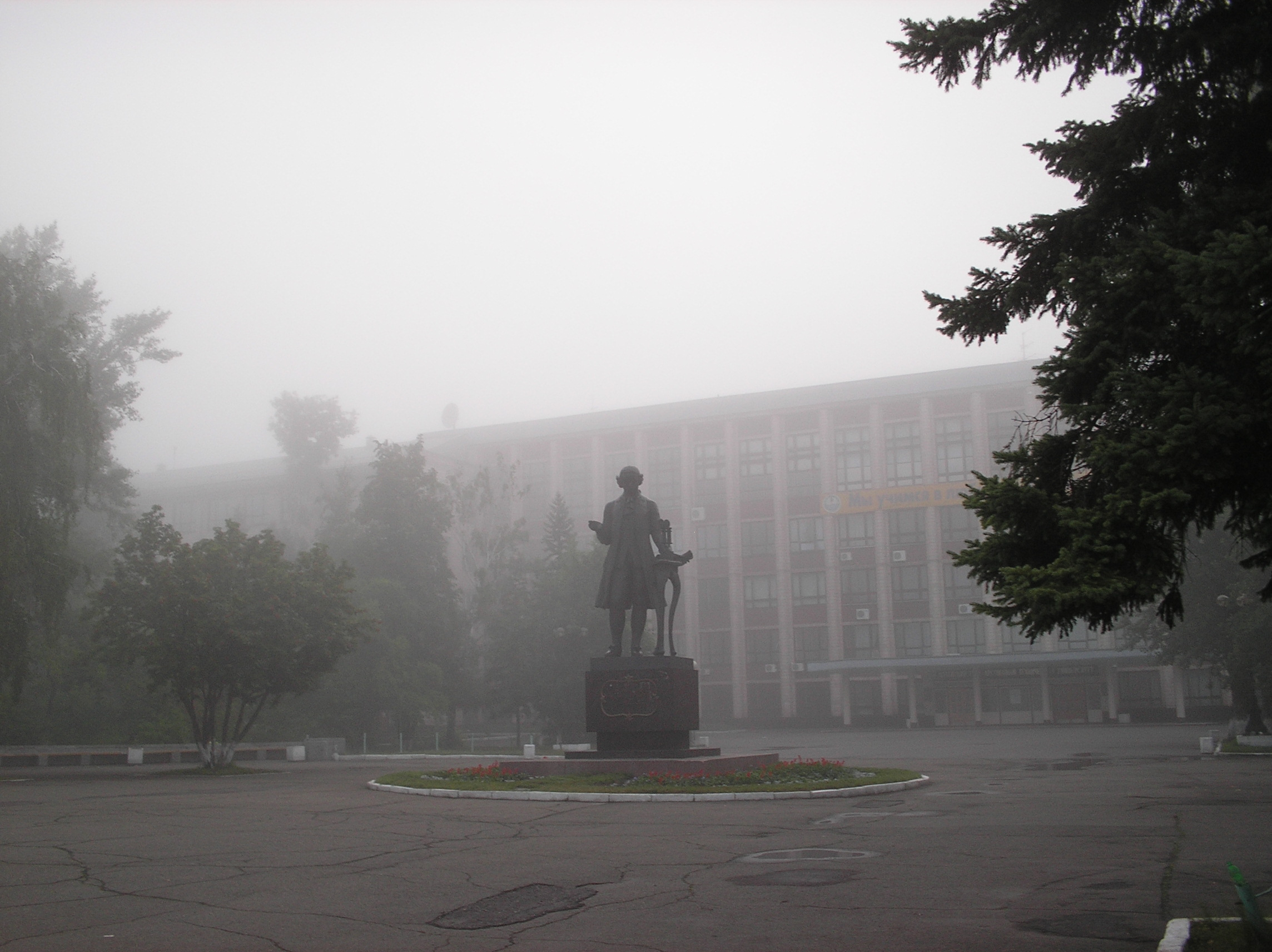
Главный учебный корпус

20 мая 1959 года, согласно правительственному решению, на базе АИСХМ был учрежден Алтайский политехнический институт (АПИ). В этом же году появился вечерний факультет в городе Бийске, позже реорганизованный в филиал Алтайского политехнического института.
Летом 1959 года началось строительство учебно-производственного корпуса и двух новых общежитий, а осенью — главного учебного корпуса АПИ.
В 1992 году университет награждён Почётной грамотой Президиума Верховного совета Российской Федерации.
9 ноября 2007 года ректором АлтГТУ был избран кандидат экономических наук, доцент Лев Александрович Коршунов, руководивший АлтГТУ 5 лет. В настоящее время он занимает должность советника ректора АлтГТУ. 23 декабря 2011 года на конференции трудового коллектива вуза по выборам ректора большинством голосов был избран Олег Иванович Хомутов. В должность вступил в феврале 2012 года. 8 октября того же года скончался от инфаркта.
16 апреля 2013 года ректором АлтГТУ утверждён Александр Андреевич Ситников. Освобождён от должности 26 мая 2016 приказом Министерства образования и науки Российской федерации № 12-07-03/94. 
16 августа 2017 г. исполняющим обязанности ректора назначен доктор технических наук, профессор Марков Андрей Михайлович. 21 декабря 2017 года прошла конференция работников и обучающихся университета по выборам ректора. Кандидатура А. М. Маркова была поддержана большинством голосов.
Приказом Министерства образования и науки РФ от 26 февраля 2018 г. № 12−07−03/24 «Об утверждении в должности ректора Маркова А. М.». Андрей Михайлович Марков получил полномочия ректора на пять лет — с 1 марта 2018 г. по 28 февраля 2023 г.
8 декабря 2022 года конференция работников и обучающихся по выборам ректора АлтГТУ избрала А.М.Маркова на новый срок. 

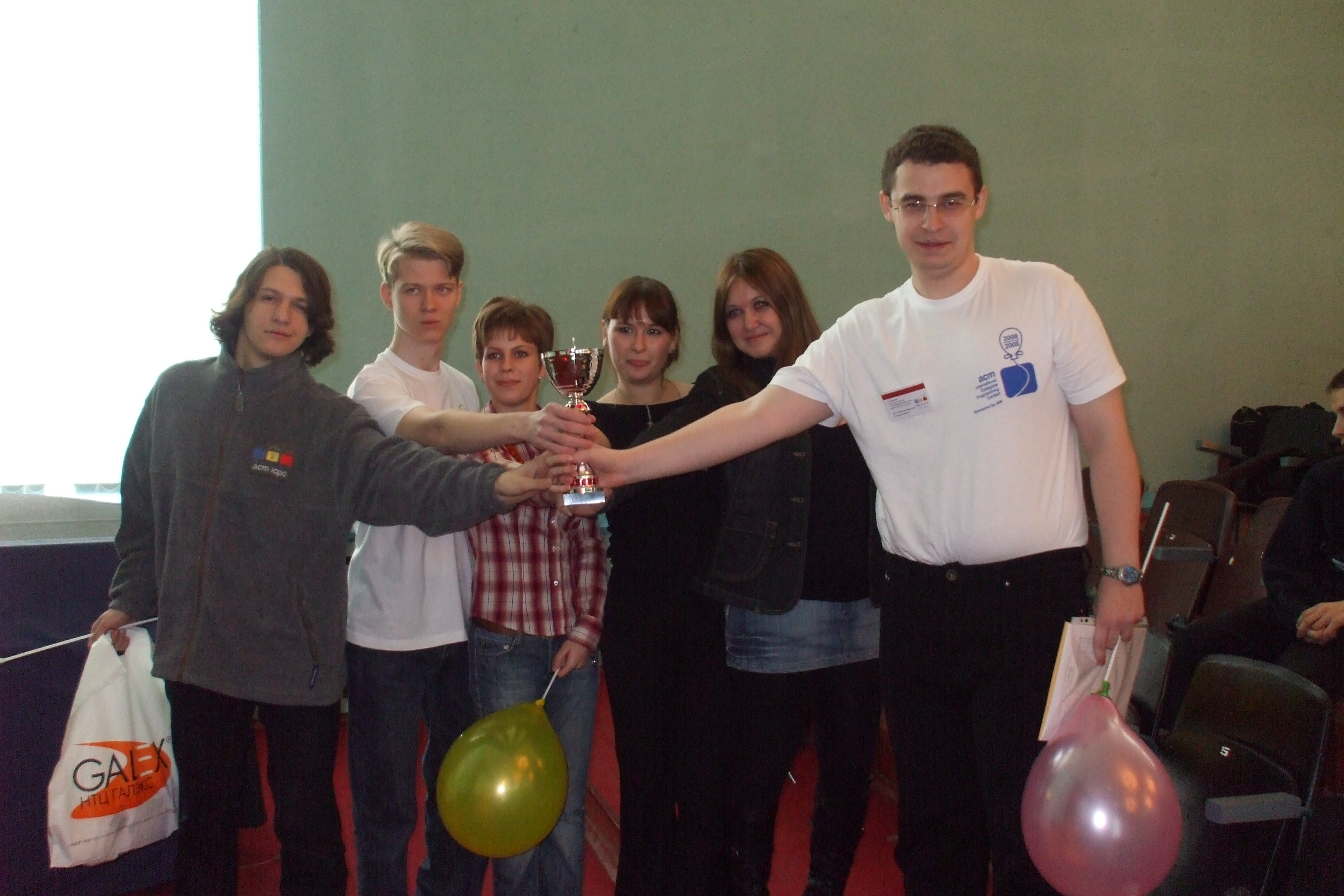
Команда по программированию АлтГТУ и болельщики (2008)

В 2016 году АлтГТУ занимал 72 место в рейтинге вузов России.
В АлтГТУ ежегодно проводится полуфинал международной командной олимпиады по программированию ICPC. В Барнауле собираются сибирские, дальневосточные команды, команды Казахстана и Кыргызстана, в это же время в другом центре, Санкт-Петербурге, собираются команды из европейской части РФ, и с использованием сети Интернет результаты синхронизируются. Команды АлтГТУ из числа студентов специальности «Программная инженерия» (факультет информационных технологий) в результате отбора успешно попадали в финал данного чемпионата и занимали призовые места:
- ACM ICPC финал 2006 г. (Сан-Антонио, США) — У АлтГТУ золотая медаль, 3 абсолютное место[7];
- ACM ICPC финал 2009 г. (Стокгольм, Швеция) — У АлтГТУ серебряная медаль, 8 абсолютное место[8].

В январе 2019 года проект университета по разработке физических принципов ультразвукового бурения поверхности внеземных объектов для обнаружения воды и льда выиграл грант Российского фонда фундаментальных исследований и Госфонда естественных наук Китая. Сумма гранта составила 1,3 млн рублей в год, а сам проект рассчитан на два года.

## Учебная и научная деятельность
АлтГТУ включает в себя два филиала: Бийский технологический институт и Рубцовский индустриальный институт; 10 представительств, 17 территориальных ресурсных центров, 6 институтов, 6 факультетов, 49 кафедр, а также колледж.
В университете ведётся обучение по 84 специальностям и направлениям. АлтГТУ остаётся единственным вузом в Алтайском крае, в котором ведётся военная подготовка.

## Структура

### Факультеты
- Факультет специальных технологий (ФСТ)[13]. 11 кафедр, 15 лабораторий.
- Энергетический факультет (ЭФ). 4 кафедры, 14 лабораторий.
- Факультет информационных технологий (ФИТ). 6 кафедр, 7 лабораторий.
- Строительно-технологический факультет (СТФ). 8 кафедр, 14 лабораторий.
- Факультет энергомашиностроения и автомобильного транспорта (ФЭАТ). 5 кафедр, 4 лаборатории, 1 автошкола.
- Факультет довузовской подготовки (ФДП)

### Институты
- Институт биотехнологии, пищевой и химической инженерии (ИнБиоХим). 7 кафедр, 25 лабораторий и центров, 2 швейных центра.
- Институт архитектуры и дизайна (ИнАрхДиз). 4 кафедры, 5 лабораторий.
- Институт экономики и управления (ИЭиУ). 7 кафедр.
- Институт развития дополнительного профессионального образования (ИРДПО).
- Гуманитарный институт (ГИ). 5 кафедр, 1 лаборатория.
- Заочный институт (ЗИ).

## Ректоры
- 1942—1952 — Леонид Георгиевич Исаков[14]
- 1952—1960 — К. Д. Шабанов
- 1960—1987 — Василий Григорьевич Радченко
- 1987—2007 — В. В. Евстигнеев
- 2007—2012 — Л. А. Коршунов
- 2012 — О. И. Хомутов
- 2012—2016 — А. А. Ситников
- с 2017 года — А. М. Марков

## Известные преподаватели
- Матиевский, Дмитрий Дмитриевич — доктор технических наук, профессор кафедры ДВС, проректор по научной работе.
- Евстигнеев, Владимир Васильевич — доктор физико-математических наук, профессор; с 1987 по 2007 год ректор университета.
- Коршунов, Лев Александрович — заведующий кафедрой «Государственная налоговая служба», доктор экономических наук, доцент; с 2007 по 2012 год ректор университета.

## Рейтинги
Входит в число участников Международного рейтинга «Три миссии университета» в диапазоне 1751-2000.
В 2024 году вошел в пилотный рейтинг вузов стран БРИКС на позициях 451-500.